# VShojo
VShojo(공식 명칭: VShojo, Inc.)는 캘리포니아주 샌프란시스코에 본사를 둔 버츄얼 유튜버 콘텐츠 제작자 홍보에 중점을 두고 있는 미국의 연예 에이전시이다. VShojo는 인재에게 자원(예: 모델, 상품화, 광고 기회)을 제공하는 데 중점을 둔 "인재 우선" 에이전시라고 자칭한다.

## 개요
트위치 창립팀의 일원인 CEO 저스틴 더 군룬 이그나시오(Justin "TheGunrun" Ignacio), 유튜브 콘텐츠 제작자인 CTO 필립 마우텐두 포투나트(Phillip "MowtenDoo" Fortunat), 전직 디지털 미디어 변호사인 COO 대니얼 에펙 샌더스(Daniel "Apek" Sanders)가 공동 창립하여 VShojo를 홍보하고 영어를 사용하는 브이튜버에게 힘을 실어준다. 2020년 11월 24일에 미국과 서구 세계에 기반을 둔 최초의 브이튜버 회사 중 하나로 데뷔했다.
2021년 10월, 아이언마우스와 Veibae는 시청 시간을 기준으로 트위치의 상위 10대 여성 스트리머에 처음으로 포함되었다. 2022년 2월 15일에 아이언마우스는 트위치에서 팔로어 100만 명과 구독자 75,000명을 돌파하여 트위치에서 구독자가 가장 많은 여성 스트리머가 되었다. 2022년 2월 20일에 아이언마우스의 트위치 구독 수는 93,000건을 넘어 당시 가장 활발한 트위치 구독을 보유한 스트리머가 되었다.
2022년 3월 VShojo는 앤토스 캐피털(Anthos Capital)이 주도하는 자금 조달 라운드에서 1,100만 달러를 모금했다. 이 목표는 재능 있는 콘텐츠 및 출연에 대한 애니메이션 및 게임 컨벤션 작업에 초점을 맞추고 이그나시오의 모바일 동영상 스트리밍을 위한 'IRL Backpack' 프로젝트이다. 이는 정신 건강 그룹 Rise Above the Disorder와의 협력 프로젝트이다.
2022년 7월 아니메 엑스포에서 회사는 독립 스트리머 Kson과 Amemiya Nazuna를 포함한 창립 멤버로 구성된 새로운 일본 사업부를 발표했다.
2024년 4월 17일, VShojo의 또 다른 새로운 브이튜버인 Michi Mochievee가 4월 20일 데뷔를 위해 발표되었다.

## 탤런트
| Name            | VTuber debut     | VShojo debut     | Notes     |
| --------------- | ---------------- | ---------------- | --------- |
| Apricot (Froot) | 2020년 11월 27일 | 2020년 11월 27일 |           |
| General Geega   | 2021년 2월 16일  | 2023년 9월 2일   |           |
| Haruka Karibu   | 2020년 5월 8일   | 2022년 12월 3일  |           |
| Hime Hajime     | 2021년 1월 30일  | 2021년 1월 30일  | Part-time |
| 아이언마우스    | 2017년 8월 5일   | 2020년 11월 24일 |           |
| Kuro Kurenai    | 2023년 9월 30일  | 2023년 9월 30일  |           |
| Matara Kan      | 2023년 10월 15일 | 2023년 10월 15일 |           |
| Michi Mochievee | 2024년 4월 20일  | 2024년 4월 20일  |           |
| 프로젝트 멜로디 | 2019년 12월 27일 | 2020년 11월 24일 |           |
| Zentreya        | 2017년 11월 26일 | 2020년 11월 24일 |           |

## 같이 보기
- 홀로라이브 프로덕션
- 니지산지